# Gazeta Wolna Warszawska
Gazeta Wolna Warszawska – polskie czasopismo ukazujące się dwa razy w tygodniu od 26 kwietnia do 1 listopada 1794. Redaktorem był Antoni Lesznowski. Do 1 lipca 1794 było oficjalnym organem władz[wymaga weryfikacji?] insurekcji kościuszkowskiej, (od tej daty organem oficjalnym stała się Gazeta Rządowa).
W skład redakcji wchodzili księża Franciszek Ksawery Dmochowski i Franciszek Siarczyński.